# CYCLE (バンド)
the CYCLE（サイクル）は、日本のロックバンドである。

## 経歴
- 2004年（平成16年）4月 - SEX MACHINEGUNS所属の3人、SPEED STAR SYPAN JOE(Joe)、CIRCUIT.V.PANTHER(Panther)、SAMURAI.W.KENJILAW(村井研次郎)によるインストバンド「ELLEGUNS」結成。
- 2006年12月6日 - 第4期SEX MACHINEGUNS活動休止とともに脱退した3人が同じメンバー構成で「J-P-K PROJECT」を結成し活動開始。後に『theCYCLE』へ改名。
- 2007年
  - 3月 - DEMO音源 『D-Tracks』リリース。
  - 9月 - 音源『Ambivalence』リリース。森川之雄(THE POWERNUDE、ex.ANTHEM)をゲストボーカルに迎える。
- 2008年
  - 3月 - 配信限定で3曲リリース。緋村剛 (everset)をゲストボーカルに迎える。
  - 8月27日、アルバム『A Total Eclipse Of The Sun』リリース。
- 2009年
  - 1月14日 - DVD『Beginning:Summer Chopper』リリース。
  - 3月 - Kouzyが正式加入。
  - 9月16日、アルバム『Metal Circus』リリース。
- 2010年
  - 7月14日 - アルバム『Spectracks』リリース。
- 2011年
  - 2月25日 - プロレス団体暗黒プロレス組織 666の音楽コラボイベント『＜DIE 666 怪＞悪魔の乱交パーティー＋絶叫屋敷の宴＋番外編』に出演。Kouzyがプロレスラーとしてデビューを飾る。
  - 12月 - Kouzy 脱退。
- 2012年
  - 5月 - ボーカルオーディションを一般でも公募開始。
  - 8月 - ベストアルバム『Instrumental:2006～2012』リリース。
- 2013年
  - 3月 - 再びインストバンドとしてツアー敢行。
  - 10月 - ゲストボーカルにAKINO LEEを全公演で迎え、ツアー敢行。
- 2014年
  - 1月 - AKINO LEEが正式加入。
  - 3月5日 - アルバム『Metalogics』リリース。
- 2015年
  - 1月 - 3人での活動時は「ELLEGUNS」名義で公演を行うことを発表。
  - 12月 - 年末恒例イベント「Face to battle」にてゲストボーカルに緋村剛、Kouzy、AKINO LEEを迎える。
- 2016年
  - 12月23日 - 「Face to battle」にゲストボーカルとしてAIONのVo.NOVを迎える。

## メンバー
- Joe
ドラム担当。元SEX MACHINEGUNS(第3期初期、第4期)。
- Panther
ギター担当。元SEX MACHINEGUNS(第3期後期、第4期)。ソロギタリストとしてアルバム3枚リリース。
- 村井研次郎
ベース担当。cali≠gari。元SEX MACHINEGUNS(第4期)。
- AKINO LEE
ボーカル担当。サポートを経て2014年1月正式加入。以前からメンバーである音影（オトカゲ）では櫻心寺 李維（オウシンジ リイ）として歌唱担当。

詳細はそれぞれを参照。

### 元メンバー
- Kouzy
ボーカル、ギター担当。本名／山口公次(やまぐちこうじ - 1978年（昭和53年）7月18日 - B型 - 埼玉県草加市出身)
「Boy Meets Girl」、「The Seventh Sense」を経て09年3月に正式加入。
作曲家としても若手への提供・プロデュース手がけている。
実兄は元タレントの山口達也。
2011年2月、プロレスラーデビュー。[1]

## ディスコグラフィー
- デモ音源など

1. D-Tracks
2. Ambivalence (2007/9/5)
3. KEEP OUT 2015 (2015/3/15)
4. OFF LIMITS (2016/3/11)

- アルバム

1. A Total Eclipse Of The Sun (2008/8/27)
2. Metal Circus (2009/9/16)
3. Spactracks (2010/7/14)
4. Metal Thunder Driver (2011/9/14)
5. Instrumental:2006～2012（2012/8/22）
6. Metalogics (2014/3/5)

- DVD

1. Beginning:Summer Chopper (2009/1/14)